# Disa cardinalis
Espèce
Statut CITES
Disa cardinalis est une espèce de la famille des Orchidaceae que l’on trouve en Afrique du Sud (Riversdale),.
L’aire de répartition naturelle de cette espèce est le sud de la province du Cap (N. Langeberg). C’est un géophyte tubéreux qui pousse principalement dans le biome subtropical.

## Description
Les inflorescences de Disa cardinalis portent jusqu'à 25 fleurs rouge vif de taille moyenne. Ces fleurs sont disposées de manière régulière sur une tige assez longue.

## Systématique
Le nom correct complet (avec auteur) de ce taxon est Disa cardinalis H.P.Linder.

## Conservation
Disa cardinalis est une orchidée terrestre rare. Une collection de Disa comprenant Disa cardinalis a été labellisée par le CCVS en Bretagne